# 레소토의 국가
레소토는 우리 조상의 땅(Lesotho Fatse La Bontata Rona)은 레소토의 국가이다. François Coillard(1834-1904)가 작사, Ferdinand-Samuel Laur가 작곡하였다. 국가로 제정된 해는 1967년이다.

## 가사
Lesōthō fatše la bo ntat'a rōna;
Ha ra mafatše le letle ke lona;
Ke moo re hlahileng,
ke moo re hōlileng,
Rea lerata,
Mōlimō ak'u bōlōke Lesōthō;
U felise lintoa le matšoenyeho;
Oho fatše lena;
La bo ntata rōna;
Le be le khotso.

## 해석
우리 조상의 땅
사이에서 가장 아름답도네.
우리를 낳았다네.
우리가 세워 졌다네.
우리에게 소중하리.
고난으로부터
레보호하시리.
나의 땅이라.
조상의 땅이라.
알 수 있는가.